# Scottish First Division 1987/88
Die Scottish Football League First Division wurde 1987/88 zum 13. Mal als nur noch zweithöchste schottische Liga ausgetragen. Es war zudem die dreizehnte Austragung als zweithöchste Fußball-Spielklasse der Herren in Schottland unter dem Namen First Division. In der Saison 1987/88 traten 12 Klubs in insgesamt 44 Spieltagen gegeneinander an. Jedes Team spielte jeweils viermal gegen jedes andere Team. Bei Punktgleichheit zählte die Tordifferenz.
Die Meisterschaft gewann das Team von Hamilton Academical, das sich damit gleichzeitig die Teilnahme an der Premier Division-Saison 1988/89 sicherte. Absteigen in die Second Division mussten der FC East Fife und FC Dumbarton. Torschützenkönig mit 25 Treffern wurde Gordon Dalziel von den Raith Rovers.

## Statistiken

### Abschlusstabelle
| Pl. | Verein                  | Sp. | S  | U  | N  | Tore    | Diff. | Punkte |
| --- | ----------------------- | --- | -- | -- | -- | ------- | ----- | ------ |
| 1.  | Hamilton Academical (A) | 44  | 22 | 12 | 10 | 067:390 | +28   | 56:32  |
| 2.  | Meadowbank Thistle (N)  | 44  | 20 | 12 | 12 | 070:510 | +19   | 52:36  |
| 3.  | FC Clydebank (A)        | 44  | 21 | 7  | 16 | 059:610 | −2    | 49:39  |
| 4.  | Forfar Athletic         | 44  | 16 | 16 | 12 | 067:580 | +9    | 48:40  |
| 5.  | Raith Rovers (N)        | 44  | 19 | 7  | 18 | 081:760 | +5    | 45:43  |
| 6.  | Airdrieonians FC        | 44  | 16 | 13 | 15 | 065:680 | −3    | 45:43  |
| 7.  | Queen of the South      | 44  | 14 | 15 | 15 | 056:670 | −11   | 43:45  |
| 8.  | Partick Thistle         | 44  | 16 | 9  | 19 | 060:640 | −4    | 41:47  |
| 9.  | FC Clyde                | 44  | 17 | 6  | 21 | 073:750 | −2    | 40:48  |
| 10. | FC Kilmarnock           | 44  | 13 | 11 | 20 | 055:600 | −5    | 37:51  |
| 11. | FC East Fife            | 44  | 13 | 10 | 21 | 061:760 | −15   | 36:52  |
| 12. | FC Dumbarton            | 44  | 12 | 12 | 20 | 051:700 | −19   | 36:52  |

Platzierungskriterien: 1. Punkte – 2. Tordifferenz – 3. geschossene Tore – 4. Direkter Vergleich (Punkte, Tordifferenz, geschossene Tore)
| Saison 1987/88 |

| Zum Saisonende 1986/87 |                                       |
| (A)                    | Absteiger aus der Premier Division    |
| (N)                    | Neuaufsteiger aus der Second Division |